# ولادة غير مشروعة
الولادة غير المشروعة أو الولادة الخاطئة هي سبب قانوني لاتخاذ إجراء في بعض بلدان القانون العام التي يدعي فيها والدا الطفل المصاب بعيب خلقي أن طبيبه فشل في أن يحذر بشكل صحيح من خطر الحمل أو الولادة لطفل يعاني من تشوهات جينية أو خلقية خطيرة. وهكذا، يزعم المدعي، أن المدعى عليه منعهم من اتخاذ قرار مستنير حقًا بشأن إنجاب الطفل من عدمه. الولادة الخاطئة هي نوع من سوء التصرف الطبي. وهذا المصطلح يتميز عن مصطلح الحياة غير المشروعة، حيث يقاضي الطفل الطبيب.

## العناصر
مثال على العناصر العامة للمطالبة غير المشروعة بالولادة، كما حددتها المحكمة العليا في كاليفورنيا، هي:
- وجود علاقة بين الطبيب والمريض بين المدعى عليه والمدعي.
- فشل الطبيب بإهمال في الكشف للوالدين المحتملين عن خطر إنجاب طفل مصاب بمرض وراثي أو خلقي.
- معاناة المدعي من ضرر؛ و
- تسبب إهمال الطبيب في هذا الضرر.[2]